# Ewart Oakeshott
Ewart Oakeshott (25. maj 1916 - 30. september 2002) var en britisk illustrator, samler og amatørhistoriker, der skrev meget om middelalderlige våben og rustning. Han skabte en klassificeringssystem for middelalderlige sværd, kaldet Oakeshott-typologi, til at systematisere middelalderens våben.
Han var var Fellow af Society of Antiquaries, et grundlæggende medlem af Arms and Armour Society, og grundlægger af Oakeshott Institute.

## Privatliv
I 1963 mødte Oakshott forfatteren Sybil Marshall (1913–2005). Han forlod sin kone, og de blev partnere resten af livet. De blev gift i 1995, efter Oakeshotts første kone, Margaret Roberts, var død. Oakshott havde en søn og to døtre fra sit første ægteskab.